# Висока школа за информационе и комуникационе технологије
Одсек Висока школа за информационе и комуникационе технологије, у оквиру Академије техничко-уметничких струковних студија Београд, је модерна висока школа настала на дугогодишњој традицији некадашње Више техничке ПТТ школе у Београду.
У школи се стичу различита знања и вештине из области електротехничких, рачунарских, саобраћајних и економских наука.

## Студирање
Школа образује студенте у оквиру три студијска програма основних и једног студијског програма мастер студија.

### Основне студије
Основне студије се реализују на три основна струковна студијска програма и 5 модула:
- Интернет технологије - Web програмирање, DevOps и Информационе технологије
- Мрежне и рачунарске технологије - Мрежне технологије и Рачунарске технологије
- Поштански саобраћај и логистика - класични и дуални модел

#### Интернет технологије
Сврха студијског програма Интернет технологије је оспособљавање студената за обављање послова у областима: рачунарске мреже, базе података, програмирање и wеб програмирање.
Студијски програм Интернет технологије има три модула које студенти бирају у складу са својим афинитетима почевши од друге године студија. Ови модули осликавају реалне, тј. очекиване, потребе тржишта за различитим типовима кадрова у области ICT-a. Студент бира један од следећих модула: Web програмирање, DevOps и Информационе технологије.
Сходно томе, након студија, студенти се опредељују за неко од занимања: администратор рачунарских мрежа, систем инжењер, администратор база података, програмер, web програмер. Ово се постиже студијским програмом, који има заједнички део у трајању од три триместра прве године, у току којег студенти имају обавезне предмете из области рачунарских мрежа, база података и из области програмирања. Након тога, од друге године студија студент у скаду са својим афинитетима бира један од три изборна модула.
На сваком од модула студенти имају изборне предмете из области којом се модул бави, уколико желе да се специјализују само за ту област. Такође, могу одабрати изборне предмете који припадају другом модулу, што треба да омогући да се стекну и неке компетенције својствене другом модулу. Тиме отварају потенцијалну могућност запослења и у другој области, сходно условима на нашем тржиту рада.
Савладавањем материје из одабране области студенти треба да стекну компетенције потребне за обављање послова за које се школују, самостално или у тиму.
По завршетку студијског програма Интернет технологије студенти стичу високо образовање првог степена струковних студија и звање - струковни инжењер електротехнике и рачунарства.

#### Мрежне и рачунарске технологије
Студијски програм Мрежне и рачунарске технологије реализује се кроз два модула: Мрежне технологије и Рачунарске технологије. Прва година студија је заједничка, а након тога студенти врше избор модула што им омогућава да се образују за ону грану технологија која највише одговара њиховим интересовањима.
Поред фундаменталних знања која студенти стичу у оквиру обавезних предмета, они могу профилисати студије према својим склоностима на начин да се у оквиру подручја комуникационих технологија оспособе за одређене врсте послова за које имају изражене склоности усвајајући практична знања потребна за администрирање мрежа, програмирање апликација, управљање базама података, рад у електронским медијима, посебно дигиталне телевизије и друге техничке послове у ТВ студију, као и у области инжењерског менаџмента.
У оквиру овог студијског програма студенти стичу потребна знања за квалитетно имплементирање и одржавање комуникационе опреме применом савремених техничких метода и специјализованих софтверских алата, као и савремених мрежних технологија, првенствено у постојећим мрежама фиксних и мобилних телекомуникација, рачунарским и сензорским мрежама, као и у мрежама нове генерације у домену увођења, надзора и одржавања многобројних сервиса код корисника.
Студенти такође имају прилику да овладају практичним знањима и вештинама који су неопходни на радним местима одржавања и администрирања савремених мрежа, примене савремених апликативних софтвера, за имплементацију и одржавање софтвера база података, као и вештинама из области инжењерског менаџмента.
Због све веће популарности мултимедија, циљ је да се студенти студијског програма Мрежне и рачунарске технологије оспособе да квалитетно обављају тражене послове у области мултимедијалних телекомуникација, као и у осталим врстама електронских медија.
По завршетку студијског програма Мрежне и рачунарске технологије и стицању дипломе, студенти добијају стручни назив – струковни инжењер електротехнике и рачунарства, у оквиру стручне области студија – Електротехничко и рачунарско инжењерство.

#### Поштански саобраћај и логистика
Када је реч о студијском програму Поштански саобраћај и логистика, његов циљ је да омогући студентима да, кроз широк спектар предмета које изучавају током студија, сагледају различите методолошке приступе при решавању инжењерских проблема, а затим примене стечена знања у домену организовања поштанских и логистичких сервиса. Циљ се постиже захваљујући детаљном познавању технологије, процеса, процедура рада и пословног окружења и овладавањем практичним вештинама везаним за процес опслуживања, функционисања и контролу квалитета услуга поштанских и логистичких оператора уз сарадњу са најзначајнијим представницима сектора.
Од школске 2021/22. године у оквиру студијског програма Поштански саобраћај и логистика могуће је студирати по дуалном моделу студија. Дуални модел студија (ДМС) се базира на основама Закона о дуалном моделу студија у високом образовању (2019.)
Циљ ДМС је стицање, усавршавање, изграђивање знања, вештине, способности и ставова, односно пословних компетенција у складу са студијским програмом и стандардом квалификације, као и реалним потребама тржишта рада. ДМС подразумева модел реализације наставе кроз: активну наставу на високошколској установи и практичну обуку и рад код послодавца - учење кроз рад.
По завршетку студијског програма Поштански саобраћај и логистика студенти стичу високо образовање првог степена струковних студија и звање струковног инжењера саобраћаја.

### Мастер студије
Мастер студије се реализују на студијском програму Мрежно и системско инжењерство.
Представљају други ниво високог струковног образовања, по чијем завршетку студенти стичу потребна теоријска и практична знања за решавање захтевних ИКТ проблема у реалном радном окружењу. Студенти се квалификују за квалитетно извршавање послова конфигурисања и администрирања рачунарских и телекомуникационих мрежа.
Осим групе обавезних предмета који стручно оспособљавају студенте за рад у реалним тржишним условима, студенти бирају и изборне предмете који им омогућавају да се уже профилишу у складу са својим жељама и евентуалним захтевима радног места. Веома битан предмет на студијама је стручна пракса која има за циљ да изложи студенте раду у реалним условима, као и да их упозна са захтевима потенцијалног будућег радног места.
Студијски програм је посебно фокусиран на тренутно актуелну проблематику мрежних система, системског администрирања и софтверског инжењерства, кроз анализу како теоретских тако и практичних аспеката ових области које се континуално развијају. Студијским радом стиче се увид у организационе и технолошке изазове корпоративних мрежних система, актуелног развоја мрежних технологија, мрежног програмирања и безбедности.
Циљ студијског програма Мрежно и системско инжењерство је стицање стручног знања и вештина из области мрежних и софтверских технологија, неопходних за решавање захтевних проблема у реалном радном окружењу и оспособљавање стручног кадра за планирање, имплементацију и одржавање мрежних система. Конкретни циљ студијског програма је да оспособи стручни кадар за следеће практичне вештине:
- планирање и пројектовање мрежних рачунарских система
- имплементација и одржавање жичне, бежичне и оптичке мрежне инфраструктуре
- администрирање рачунарским мрежама, Cloud администрирање
- планирање и имплементација VoIP технологија
- имплементација мрежа нове генерације
- имплементација и одржавање безбедносних решења за мрежне системе
- примена практичних знања из мобилних система преноса

Савладавањем мастер програма Мрежно и системско инжењерство студент стиче следеће опште способности:
- независан рад на проблемима дужи временски период
- анализа проблема и формирање плана рада који води ка решењима
- креирање практичних модела који поједностављују имплементацију
- прављење реалистичних планова уз разматрање различитих могућности, ограничења и утрошка времена
- сакупљање и анализа различитих типова информација, и развијање здравог критичког става при њиховом разматрању
- креирање обимних континуираних извештаја и репрезентација запажања у јасно написаним техничким документима
- размена знања усменим и писменим путем
- изражавање властитих запажања и ставова у односу на област стручности
- поштовање професионалне етике

Мастер студијски програм је усаглашен са студијским програмима првог нивоа Мрежне и рачунарске технологије и Интернет технологије. По завршетку основних студија, студентима је омогућен наставак студија и стручно усавршавање кроз курикулум мастер програма.
По завршетку студија и стицању дипломе, студенти добијају стручни назив струковни мастер инжењер електротехнике и рачунарства, у оквиру стручне области студија – Електротехничко и рачунарско инжењерство.

## Локација и зграда
Одсек Висока школа за информационе и комуникационе технологије налази се на адреси Здравка Челара 16, Београд.
До Школе се стиже аутобуским линијама: 16, 23, 27E, 32E, 33, 35, 43, 48, 38, 95, 96, 25, 25P, 27, 32, као и трамвајском линијом 12.
Испред школе је доступан и паркинг, за све који долазе сопственим возилима.

## Историјат
Висока школа струковних студија за информационе и комуникационе технологије (дозвола за рад број 620-00-579/2007-04 од 15.06.2007. године издата од Министарства просвете Републике Србије) је почела са радом 1974. године у оквиру Школског ПТТ центра као Виша техничка ПТТ школа. Од 16. јануара 2003. године, оснивач школе (као самосталне установе) је влада Републике Србије. Школски ПТТ центар је почео са радом 6. септембра 1961. године. Одлуку о оснивању Центра у саставу:
- Виша ПТТ школа
- Средња ПТТ школа
- Школа за висококвалификоване раднике, и
- Школа са практичном обуком за телекомуникације

је донела Заједница предузећа ПТТ саобраћаја из Београда. Школски ПТТ центар је функционисао као јединствена установа у чијем саставу су биле Виша техничка ПТТ школа, Средња техничка ПТТ школа и Дом ученика средње ПТТ школе.
Одлукама Владе Републике Србије, од 16. јануара 2003. године основане су три посебне установе:
- Виша техничка ПТТ школа
- Средња техничка ПТТ школа
- Дом ученика средње ПТТ школе

Школа је 2003. године, на основу одлуке владе РС, променила назив у Виша школа за информационе и комуникационе технологије, а 2007. године у Висока школа струковних студија за информационе и комуникационе технологије. Од оснивања Школе велики број студената је дипломирао и стекао образовање на завидном нивоу у областима информационо - комуникационих технологија. Студенти су често награђивани за своје дипломске радове. Посебно треба истаћи изванредан успех генерација студената у различитим спортовима. У Школи се увек подстицао спротски дух и обезбеђивала подршка за тренинге. Висока школа струковних студија за информационе и комуникационе технологије одлуком Комисије за акредитацију и проверу квалитета од 27. априла 2012. године, акредитовала је три студијска програма основних струковних студија и два студијска програма специјалистичких струковних студија:
- Интернет технологије (три модула: Рачунарске мреже, Web програмирање и Медицинска информатика)
- Поштанске и банкарске технологије
- Телекомуникације

Студијски програми специјалистичких студија:
- Електронске комуникације (три модула: Мрежне технологије, Електронско пословање и Софтверско инжењерство)
- Саобраћајно инжењерство